# 김하영 (탁구 선수)
김하영(1998년 1월 27일 ~ )는 중국에서 귀화한 대한민국의 탁구 선수이다. 소속팀은 대한항공 여자탁구단으로, 한국프로탁구(KTTL)에서 뛰고 있다.

## 수상 경력

### 국내대회
2019 실업탁구리그 단체전 1위
2019 제100회 전국체육대회 단체전 1위
2019 전국남녀종합탁구선수권대회 개인단식 2위
2021 제67회 픽셀스코프 전국남녀종별탁구선수권대회 단체전 1위
2021 한국실업탁구대회 단체전 2위
2017년 유니버시아드대회 금메달 (단체전)

## 같이 보기
- 이은혜
- 강다연
- 정은송
- 강가윤
- 지은채
- 신유빈